# Nakkholmen
Nakholmen oder auch Nakkholmen (offizielle Schreibweise) ist eine kleine Insel (Norwegisch: Holm) im inneren Oslofjord, ca. drei Kilometer südwestlich der Innenstadt von Oslo und 500 Meter südlich der Halbinsel Bygdøy. Die flache Insel ist seit den 1920er Jahren mit mittlerweile ca. 180 Wochenend- und Wohnhäusern bebaut, hat aber keine ständigen Bewohner. Es besteht eine Fährverbindung mit dem Stadthafen von Oslo. Grundstücke und Wohnimmobilien auf dieser Insel zählen zu den teuersten weltweit.